# Antek policmajster
Antek policmajster – czarno-biały polski film fabularny w reżyserii Michała Waszyńskiego z roku 1935. Opowiada o perypetiach Antka Króla (Adolf Dymsza), który na skutek zabawnego zbiegu okoliczności uznany został za policmajstra. Kopia filmu, przechowywana w zbiorach londyńskiego Instytutu Polskiego, w roku 2017 została przekazana do Filmoteki Narodowej.

## Obsada
- Adolf Dymsza – Antek Król
- Maria Bogda – pokojówka
- Mieczysława Ćwiklińska – gubernatorowa
- Antoni Fertner – gubernator
- Stefania Górska – córka gubernatora
- Konrad Tom – oficer żandarmerii
- Józef Kondrat – Felek
- Wanda Jarszewska – siostra gubernatorowej
- Czesław Skonieczny – pokerzysta
- Stanisław Łapiński – kupiec rosyjski